# Muzeum Mohameda Mahmouda Khalila
Muzeum Mohameda Mahmouda Khalila – galeria sztuki znajdująca się w Gizie, w aglomeracji Kairu. Muzeum szczyci się najcenniejszą na Bliskim Wschodzie kolekcją sztuki europejskiej XIX i XX w.

## Mohamed Mahmoud Khalil
Mohamed Mahmoud Khalil (1877–1953) był jedną z tych postaci życia publicznego, które znacząco oddziałały na rozwój sztuk pięknych w drugiej ćwierci XX w. W 1901 przybył on do Francji, żeby studiować prawo na Uniwersytecie w Sorbonie. W 1903 ożenił się z Emiline Lock, studentką paryskiego konserwatorium. Oboje interesowali się sztuką a szczególnie malarstwem. W 1937 Khalil nadzorował otwarcie pawilonu egipskiego na Międzynarodowej Wystawie w Paryżu. Razem z księciem Youssefem Kamalem był współzałożycielem Stowarzyszenia Miłośników Sztuk Pięknych i jego przewodniczącym w latach 1942–1952.

## Historia
W 1915 został zbudowany pałac Mohameda Mahmouda Khalila i jego żony. Wystrój wschodniej, zwróconej w stronę Nilu fasady pałacu, jest utrzymany w stylu francuskiej secesji, co przejawia się w metalowych i szklanych detalach dekoracyjnych zdobiących jego wejście. Zachodnia strona budowli utrzymana jest w stylu neoklasycystycznym i ozdobiona zróżnicowanymi stylowo ornamentami. Wrażenie robi ogromne, przedzielone kolumną okno od strony północnej. 
Do 1960 pałac był w posiadaniu rodziny Mohameda Khalila oraz miejscem przechowywania jego cennej kolekcji. Wdowa po nim wykonując wolę zmarłego męża przeznaczyła pałac na muzeum. Zainaugurowało ono swą działalność 23 lipca 1962 pod imieniem Mohameda Mahmouda Khalila i Emiline Lock.

## Kolekcja
W skład zbiorów muzeum wchodzą dzieła artystów, którzy znacząco przyczynili się do rozwoju różnych kierunków w sztuce europejskiej, a zwłaszcza francuskiej  w XIX w. a także tych, którzy stworzyli podwaliny pod kierunki XX-wieczne. Wśród artystów, których dzieła znajdują się w muzealnych zbiorach, są reprezentowani Paul Gauguin, Auguste Renoir, Vincent van Gogh, Claude Monet, Johan Barthold Jongkind i Charles-François Daubigny. W zbiorach są ponadto dzieła o tematyce orientalnej pędzla Eugène’a Fromentina.
W zbiorach muzeum znajduje się ponadto bezcenna kolekcja francuskich, chińskich, japońskich i irańskich waz, kolekcja chińskich precjozów wykonanych z kamieni szlachetnych oraz wielkowymiarowe rzeźby z brązu, marmuru i gipsu wykonane przez znaczących rzeźbiarzy XIX w. jak Auguste Rodin, Jean-Baptiste Carpeaux, Antoine-Louis Barye i Charles Cordier.

## Kradzież w 2010
O muzeum zrobiło się głośno w mediach, gdy 21 sierpnia 2010 skradziono z niego w biały dzień obraz van Gogha znany jako Maki lub Wazon z kwiatami, wyceniany na 50 milionów dolarów. Obraz ten został skradziony już wcześniej (1978) ale po paru latach udało się go odnaleźć w Kuwejcie. Minister kultury Egiptu Faruk Hosni najpierw oświadczył, iż aresztowano podejrzanych o kradzież obrazu, ale dzień później zdementował te informacje.